# Origin (série télévisée)
Pour les articles homonymes, voir Origin.
Origin est une série télévisée américaine, créée par Mika Watkins, sortie en 2018 sur le service YouTube Premium.

## Synopsis
Un groupe d'individus doit cohabiter dans Origin, un vaisseau spatial. Leur objectif est simple : survivre.

## Distribution

### Acteurs principaux
- Natalia Tena : Lana Pierce
- Tom Felton : Logan Maine
- Sen Mitsuji : Shun Kenzaki
- Nora Arnezeder : Evelyn Rey
- Fraser James : Dr. Henri Gasana
- Philipp Christopher (de) : Baum Arndt
- Madalyn Horcher : Abigail Garcia
- Siobhán Cullen : Katie Devlin

### Acteurs récurrents et invités
- Adelayo Adedayo : Agnes "Lee" Lebachi
- Nina Wadia (en) : Venisha
- Wil Coban : Max Taylor
- Jóhannes Haukur Jóhannesson : Eric Carlson / Vincent Jonsson
- Nathalie Boltt : Laura Kassman
- Belén Fabra : Captain Sanchez

## Production

### Développement
Le 26 octobre 2017, Youtube annonce la production de la série sur le service YouTube Premium. Ils commandent dix épisodes et annoncent en janvier 2018, la sortie fin 2018.
En avril 2018, il est annoncé que Paul W.S. Anderson réaliserait trois épisodes de la série.
Lors du Comic-Con, le 19 juillet 2017, une première bande-annonce a été dévoilée.
Le 26 mars 2019, Youtube annonce l'annulation de son programme de développement de séries originales prévues pour YouTube Premium,.

### Attribution des rôles
Le 26 avril 2018, l'ensemble du casting est annoncé dont font partie les acteurs Tom Felton, Natalia Tena, Nora Arnezeder, Fraser James ou Philipp Cristopher,.
Le 26 juin 2018, l'actrice Nathalie Boltt annonce sur son compte Twitter participer au casting.

### Tournage
La série est tournée au Cap en Afrique du Sud, de février à juillet 2018.

### Fiche technique
- Titre original : Origin
- Titre francophone : Origin
- Réalisation : Paul W.S. Anderson, Mark Brozel, Ashley Way, Juan Carlos Medina et Jonathan Teplitzky
- Scénario : Mika Watkins, Melissa Iqbal, Joe Murtagh, Jack Lothian et Jon Harbottle
- Casting : Elizabeth Barnes, Suzanne Smith
- Direction artistique : Edward Thomas
- Décors : Anneke Botha
- Costumes : Reza Levy
- Musique : Edmund Butt
- Effets spéciaux : Fir Suidema
- Montage : Sara Mineo, Scot J. Kelly, Hunter M. Via, Jeff Granzow et Matt Barber
- Production : multiple
  - Producteur délégué : John Phillips, Sasha Harris, Rob Bullock, Andy Harries, Suzanne Mackie et Mika Watkins[9],[10]
- Sociétés de production : Left Bank Pictures
- Sociétés de distribution (télévision) :
  - YouTube Premium (États-Unis)
- Budget :
- Pays d'origine :  États-Unis
- Langue originale : anglais
- Format : couleur
- Genre : Science-fiction et dramatique
- Durée : 41–60 minutes
- Lieux de tournage : Le Cap (Afrique du Sud)

 Sauf indication contraire, les informations mentionnées dans cette section peuvent être confirmées par la base de données cinématographiques IMDb,  présente dans la section « Liens externes ».

## Épisodes

### Première saison (2018)
Composée de dix épisodes, elle a été entièrement publiée le 14 novembre 2018 sur Youtube Premium.
1. Le chemin qu'on n'a pas pris (The Road Not Taken)
2. Perdus des deux côtés (Lost On Both Sides)
3. Étoile brillante (Bright Star)
4. La Majesté de Dieu (God's Granduer)
5. Souviens-toi de moi (Remember Me)
6. Le Feu et la Glace (Fire and Ice)
7. Terrain abandonné (The Wasteland)
8. Tristesse funèbre (Funeral Blues)
9. Totalement inconnu (A Total Stranger)
10. C'est moi (I Am)